# Zawada (powiat lubartowski)
Zawada – wieś w Polsce położona w województwie lubelskim, w powiecie lubartowskim, w gminie Ostrówek.
W latach 1975–1998 miejscowość należała administracyjnie do województwa lubelskiego.
Wieś stanowi sołectwo gminy Ostrówek. Według Narodowego Spisu Powszechnego z roku 2011 wieś liczyła 236 mieszkańców.
Wierni Kościoła rzymskokatolickiego należą do parafii św. Stanisława w Czemiernikach.